# Renee McElduff
Renee McElduff (* 10. Oktober 1991) ist eine australische Freestyle-Skierin. Sie startet in der Disziplin Aerials (Springen).

## Werdegang
McElduff debütierte im Januar 2012 in Mont Gabriel im Weltcup und belegte dabei den siebten Platz. In der Saison 2014/15 kam sie im Weltcup viermal unter die ersten Zehn. Dabei holte sie in Lake Placid ihren ersten Weltcupsieg und errang zum Saisonende den 22. Platz im Gesamtweltcup und den siebten Platz im Aerials-Weltcup. Bei den Freestyle-Skiing-Weltmeisterschaften 2015 am Kreischberg belegte sie den 13. Platz. In der folgenden Saison erreichte sie bei sechs Teilnahmen im Weltcup, eine Top-Zehn-Platzierung und zum Saisonende den 16. Rang im Aerials-Weltcup.
McElduff nahm bisher an 28 Weltcups teil und kam dabei siebenmal unter den ersten zehn. (Stand: Saisonende 2015/16)

## Weltcup-Gesamtplatzierungen
| Saison  | Gesamt | Gesamt | Aerials | Aerials |
| Saison  | Punkte | Platz  | Punkte  | Platz   |
| ------- | ------ | ------ | ------- | ------- |
| 2011/12 | 12     | 74.    | 117     | 18.     |
| 2012/13 | 13     | 95.    | 91      | 22.     |
| 2013/14 | 12     | 106.   | 59      | 22.     |
| 2014/15 | 33,86  | 22.    | 237     | 7.      |
| 2015/16 | 17,33  | 65.    | 104     | 16.     |